# 利靈頓鎮區 (北卡羅萊納州哈尼特縣)
利靈頓鎮區（英語：Lillington Township）是位於美國北卡羅萊納州哈尼特縣的一個鎮區。

## 地方資料
利靈頓鎮區的面積為70.96平方千米，皆為陸地。根據2020年美國人口普查的數據，當地共有人口5183人，而人口密度為每平方千米73.04人。